# 热列兹诺戈尔斯克-伊利姆斯基
热列兹诺戈尔斯克-伊利姆斯基是俄罗斯伊尔库茨克州的一个镇，位于伊利姆河畔，距离州首府伊尔库茨克约1200公里，人口29,093人（2002年）。